# Saint-Privat-la-Montagne
Pour les articles homonymes, voir Saint-Privat.
Saint-Privat-la-Montagne est une commune française située dans le département de la Moselle, en région Grand Est.

## Géographie
Saint-Privat-la-Montagne s'étend sur 584 ha à l'extrémité-ouest du département de la Moselle (57), à 13 km au nord ouest de la préfecture et chef-lieu de la région Lorraine, Metz.

## Accès

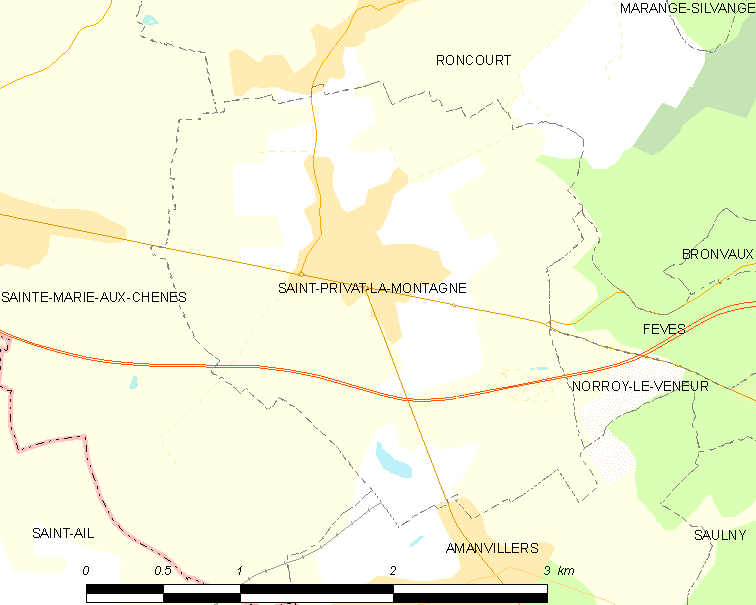
Carte de la commune.

### Par route
- A4 (sortie Sainte-Marie-aux-Chênes). Une aire de repos sur l'autoroute A4 fait part au voyageur de la proximité du village : Aire de Metz-Saint Privat.

### Par bus
Réseau Le Met’ :
- P 107  depuis Metz et Roncourt
- S 299  (en direction de Metz uniquement).

### Par car
- Fluo Grand Est 57 par la ligne 68

### Par train
- Aucune desserte ferroviaire.

### Communes limitrophes
|                         | Roncourt                 |                        |
| Sainte-Marie-aux-Chênes | Saint-Privat-la-Montagne | Fèves Norroy-le-Veneur |
|                         | Amanvillers              |                        |

### Hydrographie

#### Réseau hydrographique
La commune est située dans le bassin versant du Rhin au sein du bassin Rhin-Meuse. Elle est drainée par le ruisseau de Montvaux et le ruisseau le Billeron.
Le ruisseau de Montvaux, d'une longueur totale de 11,2 km, prend sa source dans la commune et se jette dans le Fossé des Vieilles Eaux à Moulins-lès-Metz, après avoir traversé six communes.

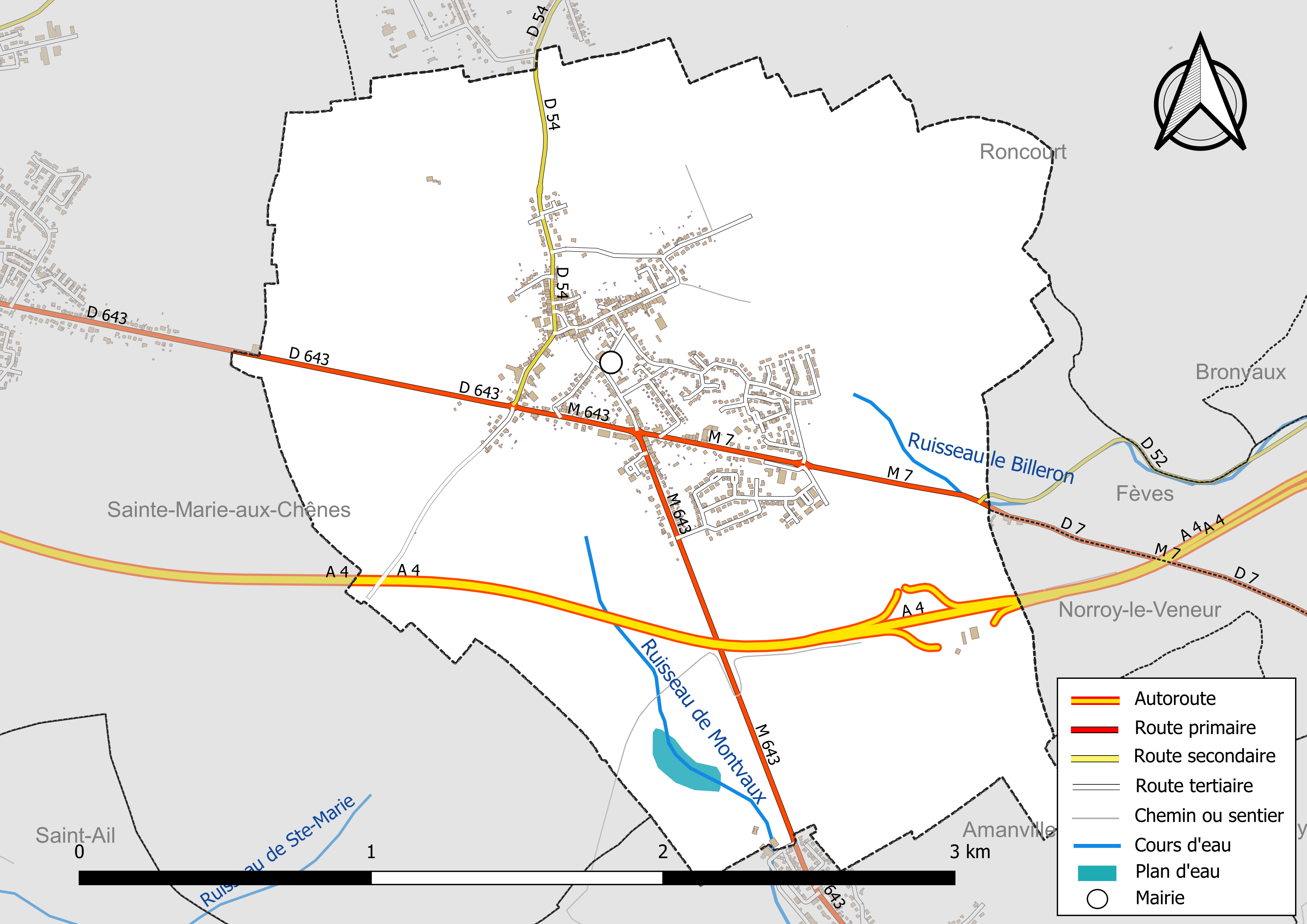
Réseaux hydrographique et routier de Saint-Privat-la-Montagne.

Le Billeron, d'une longueur totale de 15,5 km, prend sa source dans la commune et se jette dans la Moselle à Hauconcourt, après avoir traversé six communes.

#### Gestion et qualité des eaux
Le territoire communal est couvert par le schéma d'aménagement et de gestion des eaux (SAGE) « Bassin ferrifère ». Ce document de planification, dont le territoire correspond aux anciennes galeries des mines de fer, des aquifères et des bassins versants associés, d'une superficie de 2 418 km2, a été approuvé le 27 mars 2015. La structure porteuse de l'élaboration et de la mise en œuvre est la région Grand Est. Il définit sur son territoire les objectifs généraux d’utilisation, de mise en valeur et de protection quantitative et qualitative des ressources en eau superficielle et souterraine, en respect des objectifs de qualité définis dans le SDAGE du Bassin Rhin-Meuse.
La qualité du ruisseau de Montvaux et du ruisseau le Billeron peut être consultée sur un site dédié géré par les agences de l’eau et l’Agence française pour la biodiversité.

### Climat
Pour des articles plus généraux, voir Climat du Grand Est et Climat de la Moselle.
En 2010, le climat de la commune est de type climat de montagne, selon une étude du Centre national de la recherche scientifique s'appuyant sur une série de données couvrant la période 1971-2000. En 2020, Météo-France publie une typologie des climats de la France métropolitaine dans laquelle la commune est exposée à un climat semi-continental et est dans la région climatique  Lorraine, plateau de Langres, Morvan, caractérisée par un hiver rude (1,5 °C), des vents modérés et des brouillards fréquents en automne et hiver. 
Pour la période 1971-2000, la température annuelle moyenne est de 9,3 °C, avec une amplitude thermique annuelle de 17 °C. Le cumul annuel moyen de précipitations est de 859 mm, avec 12,6 jours de précipitations en janvier et 9,2 jours en juillet. Pour la période 1991-2020, la température moyenne annuelle observée sur la station météorologique de Météo-France la plus proche, « Doncourt-lès-Conflans », sur la commune de Doncourt-lès-Conflans à 9 km à vol d'oiseau, est de 10,7 °C et le cumul annuel moyen de précipitations est de 710,3 mm. 
La température maximale relevée sur cette station est de 40,9 °C, atteinte le 25 juillet 2019 ; la température minimale est de −16,5 °C, atteinte le 26 décembre 2010,,. 
Les paramètres climatiques de la commune ont été estimés pour le milieu du siècle (2041-2070) selon différents scénarios d'émission de gaz à effet de serre à partir des nouvelles projections climatiques de référence DRIAS-2020. Ils sont consultables sur un site dédié publié par Météo-France en novembre 2022.

## Urbanisme

### Typologie
Au 1er janvier 2024, Saint-Privat-la-Montagne est catégorisée bourg rural, selon la nouvelle grille communale de densité à sept niveaux définie par l'Insee en 2022.
Elle est située hors unité urbaine. Par ailleurs la commune fait partie de l'aire d'attraction de Metz, dont elle est une commune de la couronne,. Cette aire, qui regroupe 245 communes, est catégorisée dans les aires de 200 000 à moins de 700 000 habitants,.

### Occupation des sols
L'occupation des sols de la commune, telle qu'elle ressort de la base de données européenne d’occupation biophysique des sols Corine Land Cover (CLC), est marquée par l'importance des territoires agricoles (84,2 % en 2018), en diminution par rapport à 1990 (89,6 %). La répartition détaillée en 2018 est la suivante :
terres arables (71,2 %), zones urbanisées (13,3 %), prairies (13 %), mines, décharges et chantiers (1,9 %), forêts (0,5 %). L'évolution de l’occupation des sols de la commune et de ses infrastructures peut être observée sur les différentes représentations cartographiques du territoire : la carte de Cassini (XVIIIe siècle), la carte d'état-major (1820-1866) et les cartes ou photos aériennes de l'IGN pour la période actuelle (1950 à aujourd'hui).

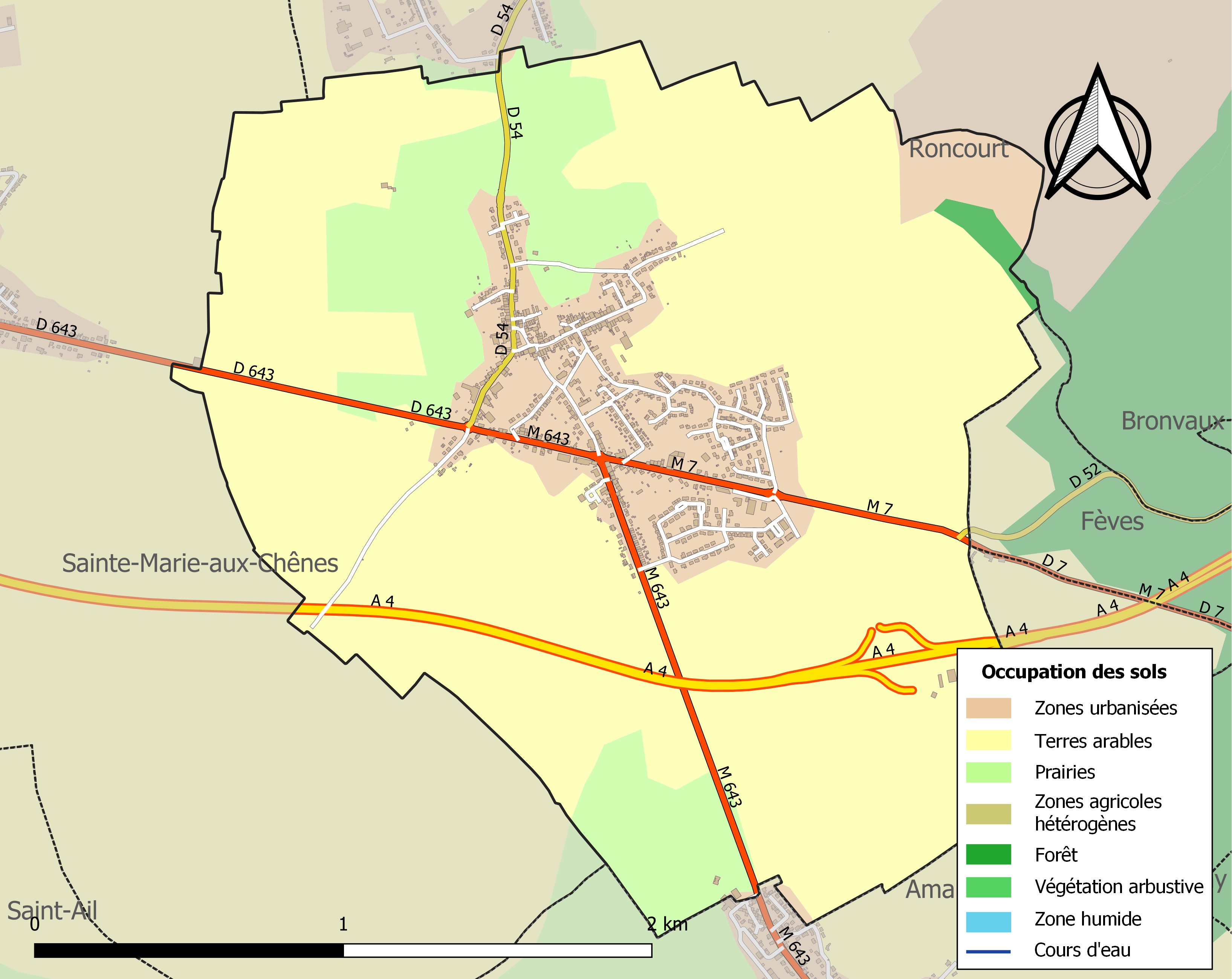
Carte des infrastructures et de l'occupation des sols de la commune en 2018 (CLC).

## Toponymie
Anciennement mentionné : Saint-Privas-la-Montagne (1324), Saint-Prevey en la montaigne (1440), Saint-Privey en la montaigne (1444), Saint-Privey la Montagne (1464), Saint-Privé la Montaigne (1491), Saint-Pryvas en montaigne (xvie siècle), Sanctus Privatus in monte (1544).

## Histoire
Le village aurait été fondé au Ve siècle par les moines qui défrichaient le Pays Haut (la « Montagne ») et aurait été nommé en hommage à Privat de Mende, évêque et martyr. Commune du Pays Haut lorrain, possession du duché de Bar, à la frontière de la principauté épiscopale de Metz et du duché de Luxembourg (marche d'Estaut), le ban de Saint-Privat-la-Montagne fut le lieu de rencontres des princes voisins pendant le Moyen Âge.
Le village faisait partie du bailliage de Briey. Relevant de l'archiprêtré de Hatrize, doté d'une église depuis 1682, le village devient une paroisse en 1704 dont le village voisin, Roncourt, sera une annexe. Il devint français lors du rattachement du Barrois au royaume de France (1766). Le village fut attribué au département de la Moselle, arrondissement de Briey (1790).
En 1817, Saint-Privat-la-Montagne, village de l'ancienne province du Barrois, comptait 331 habitants répartis dans 55 maisons.

### Guerre franco allemande de 1870
Le 19 juillet 1870, l'empereur des Français Napoléon III déclare la guerre à la Prusse. Commandant l'armée, le souverain, vieillissant et malade, arrive à Metz, première place forte d'Europe, pour constater que "rien n'est prêt et tout manque..." Commencée dans l'enthousiasme et d'inutiles victoires, l'armée Française accumule défaites sur défaites. Les armées prussiennes et leurs alliées foncent sur Metz où s'est repliée l'armée française sous le commandement du maréchal Bazaine, un officier sorti du rang qui s'est distingué pendant la Guerre du Mexique. L'objectif des Prussiens n'est pas d'attaquer la puissante place forte mais de la réduire par un siège. Après l'avoir contournée par le sud et traversé la Moselle, les Armées de la Prusse et de ses alliés se retrouvent face à l'armée Française au niveau des villages de Vionville, Mars-la-Tour, Rezonville puis Gravelotte où l'armée Française est chaque fois bousculée. Les Français se retranchent sur la plateau de Saint-Privat. Le 18 août 1870 se déroule la Bataille de Saint-Privat.

### La bataille de Saint-Privat
Les soldats Français occupant le village (480 habitants), ces combats ont été nommés bataille de Saint-Privat par les historiens français. Les troupes allemandes tenant alors le village de Gravelotte la même bataille a été dénommée « Schlacht bei Gravelotte » par les historiens Allemands.
Aujourd'hui réconciliés, les historiens s'entendent pour la nommer bataille de « Gravelotte-Saint-Privat ».
Quoi qu'il en soit, la bataille, immortalisée par le tableau d'Alphonse de Neuville  fit plus de 20 000 victimes tuées, blessées ou disparues dont 54 villageois (plus de 10 % de la population) et se solda par une victoire des armées prussiennes et saxonnes, malgré la défense héroïque des hommes du maréchal Canrobert.
Les derniers combats eurent lieu dans le cimetière du village et l'église fut détruite. Un odonyme local rappelle cette bataille : « Rue du 18-Août ». La placette voisine est dédiée au maréchal Canrobert et la rue qui la longe au curé de la paroisse, l'abbé Jean-Nicolas Bauzin.
Cette bataille décisive eut pour conséquence l'encerclement de Metz et un long siège par les troupes allemandes, la neutralisation de l'armée du Rhin et à terme la chute du régime, le chaos politique et la défaite.
La rumeur a prétendu que, pendant que ses troupes se faisaient décimer, le maréchal Bazaine, commandant en chef, jouait au billard au quartier général.
L'abbé Jean-Nicolas Bauzin (1836-1903), curé de la paroisse, secourut les blessés des deux camps. Par la suite, muni d'un passeport allemand, il sillonna le nord de la France, l'Allemagne et l'actuel Benelux, collectant des fonds pour rebâtir l'église détruite pendant les combats. Le nouvel édifice, surnommé « la cathédrale du haut plateau », de style néo-gothique, a été inauguré en 1876. Les vitraux furent offerts par différents donateurs, l'horloge par le dernier suisse de l'église, monsieur Augustin Domange. La « grotte de Lourdes », située à l'intérieur de l'église, symbole à la fois religieux et patriotique français, avait la forme de la France. Elle a été démantelée en 2009 à la demande de l'abbé Pascal Sarjas. Décoré de l'Ordre de l' Aigle Rouge, l'abbé Bauzin fut inhumé (après sa mort) en 1903 dans « son » église au pied de l'autel. Dans l'actuel cimetière militaire, un monument commémore son héroïsme et sa charité. Une des principales rues du village porte son nom depuis 1967.
Entre-temps, à la demande expresse du septuagénaire Guillaume Ier, nouvel empereur allemand qui surnommait le champ de bataille « le tombeau de ma garde », le Traité de Francfort, qui mit fin à la guerre, céda Saint-Privat et les villages voisins à l'Empire allemand en échange de Belfort qui resta français. Saint-Privat redevint alors un village frontalier.
À la fin des années 1870, le peintre Français Alphonse de Neuville sillonna la région pour reconnaître ces lieux désormais marqués par l'histoire. Réalisé en 1881, le tableau " Le cimetière de Saint-Privat " lui valut la Légion d'Honneur. Il est aujourd'hui exposé dans la galerie no 55 du Musée d'Orsay à Paris. À sa mort, la peintre demanda que sa tombe au Cimetière de Montmartre soit ornée d'une représentation du portail du cimetière telle qu'il l'a peinte.

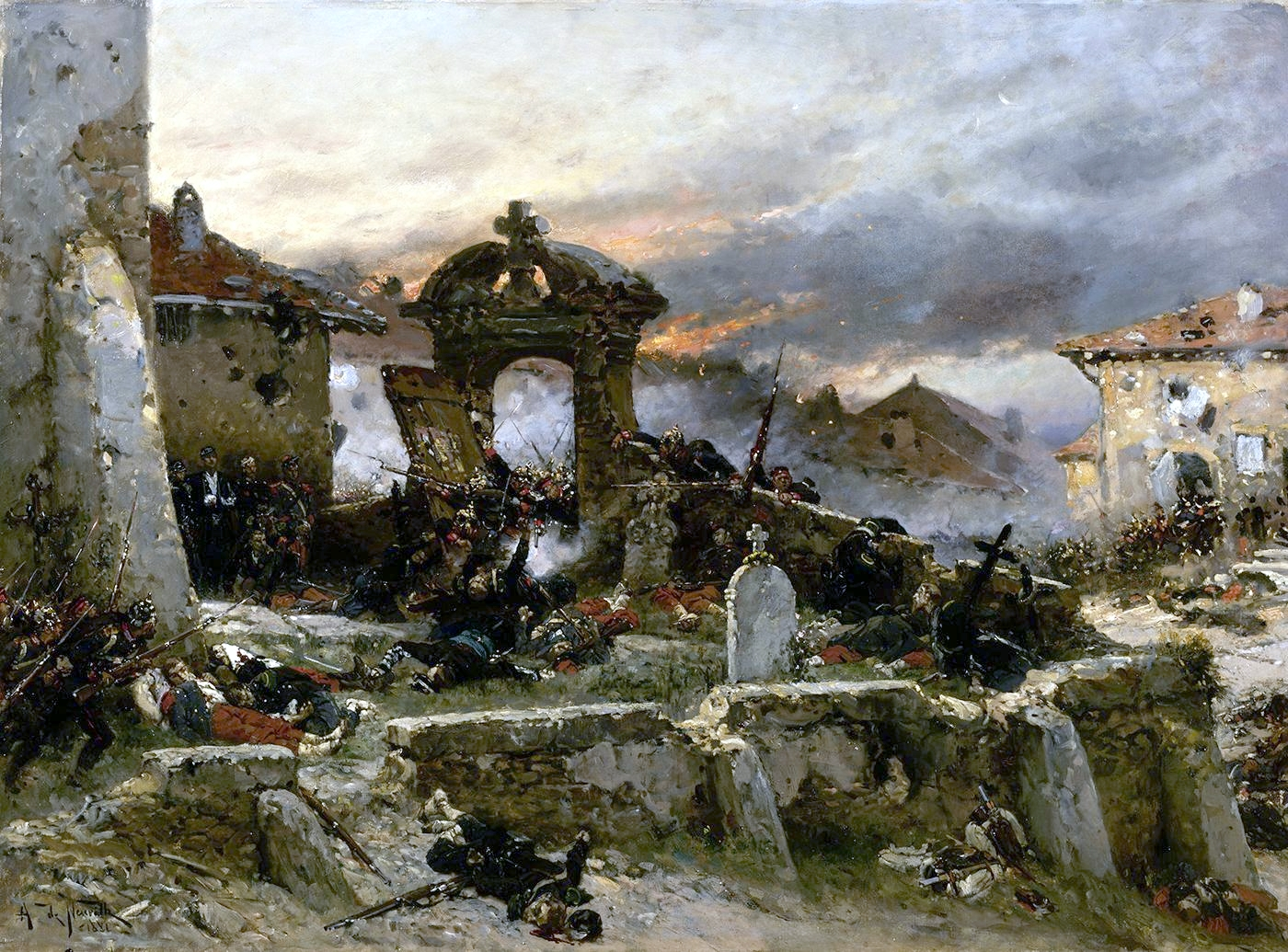
Les combats du 18 août 1870 dans le cimetière de Saint-Privat (esquisse préalable au tableau définitif d'Alphonse de Neuville).
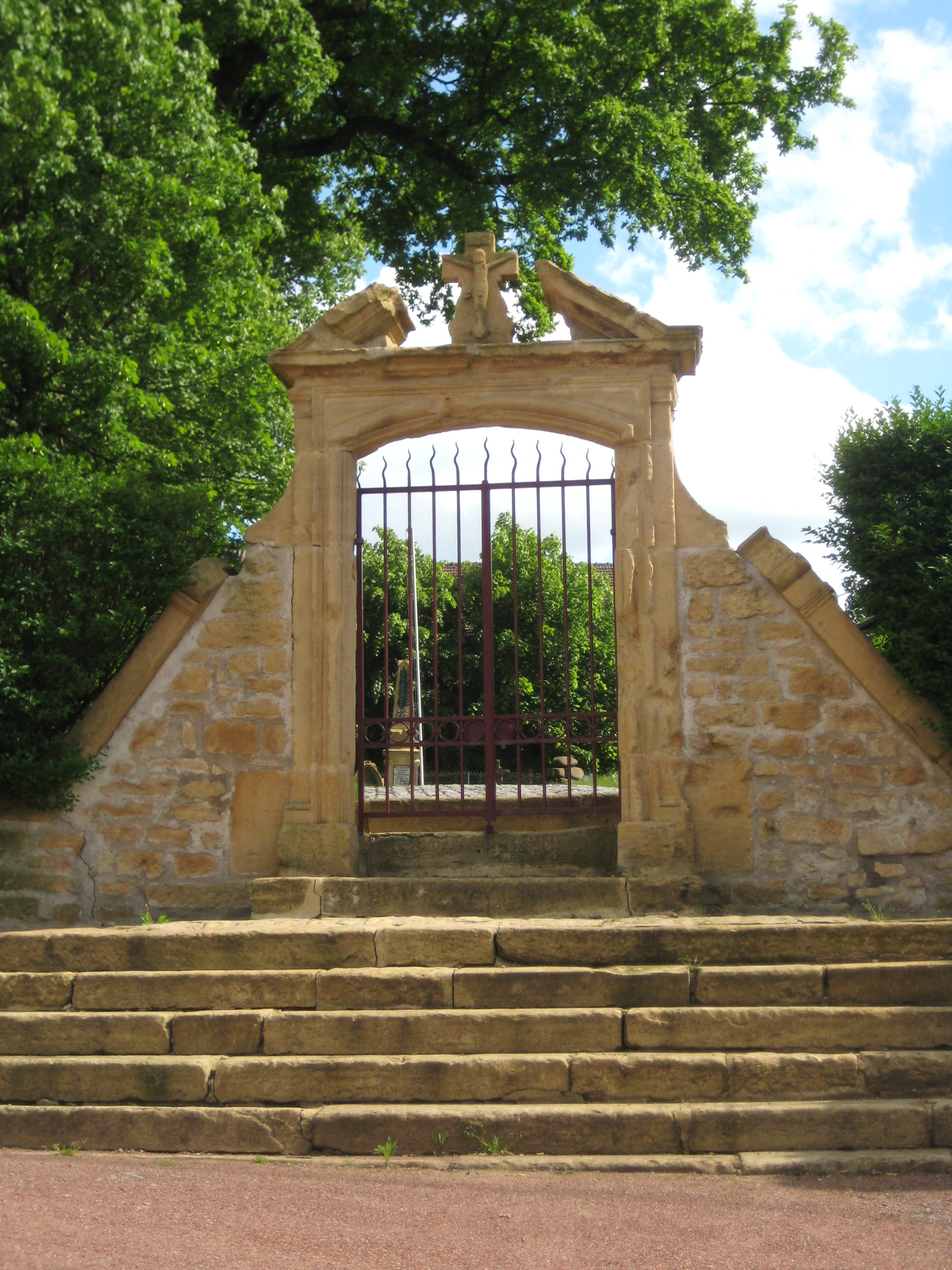
Portail classé de l'ancien cimetière de Saint Privat-la-Montagne où se déroulèrent les derniers moments de la bataille.
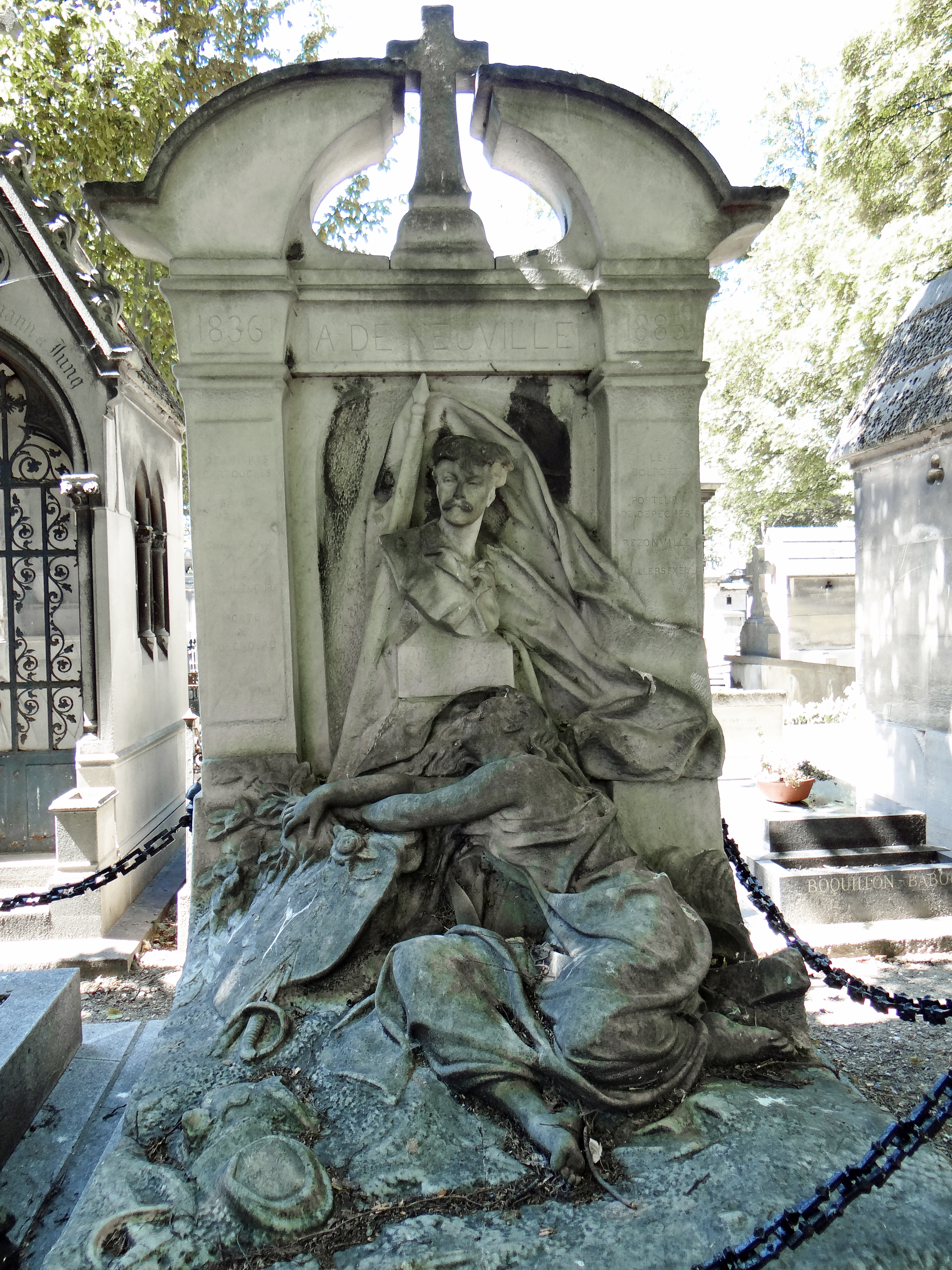
Tombe d'Alphonse de Neuville (cimetière de Montmartre, Paris).

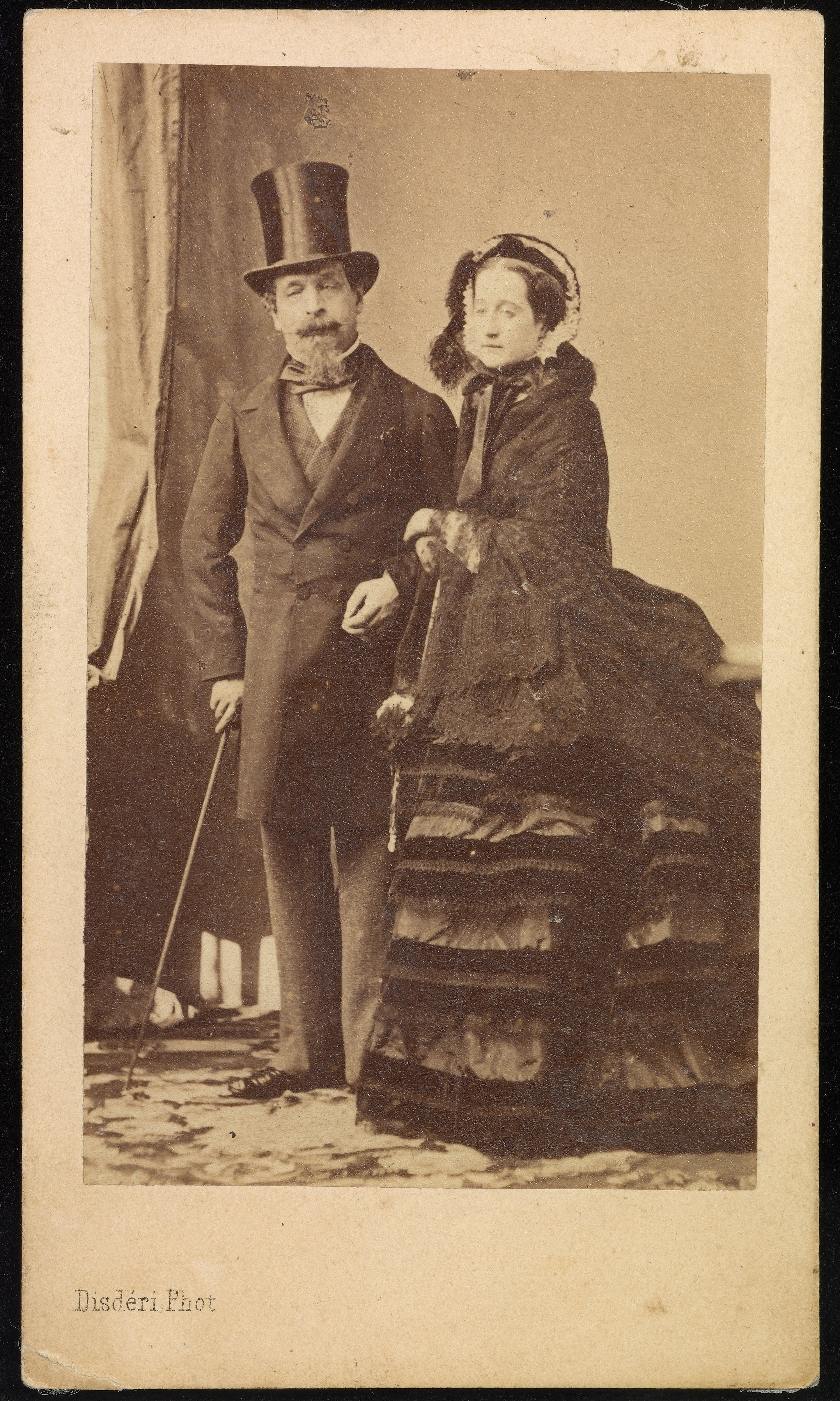
L'empereur Napoléon III et l'impératrice qui voulait la guerre pour affermir le trône
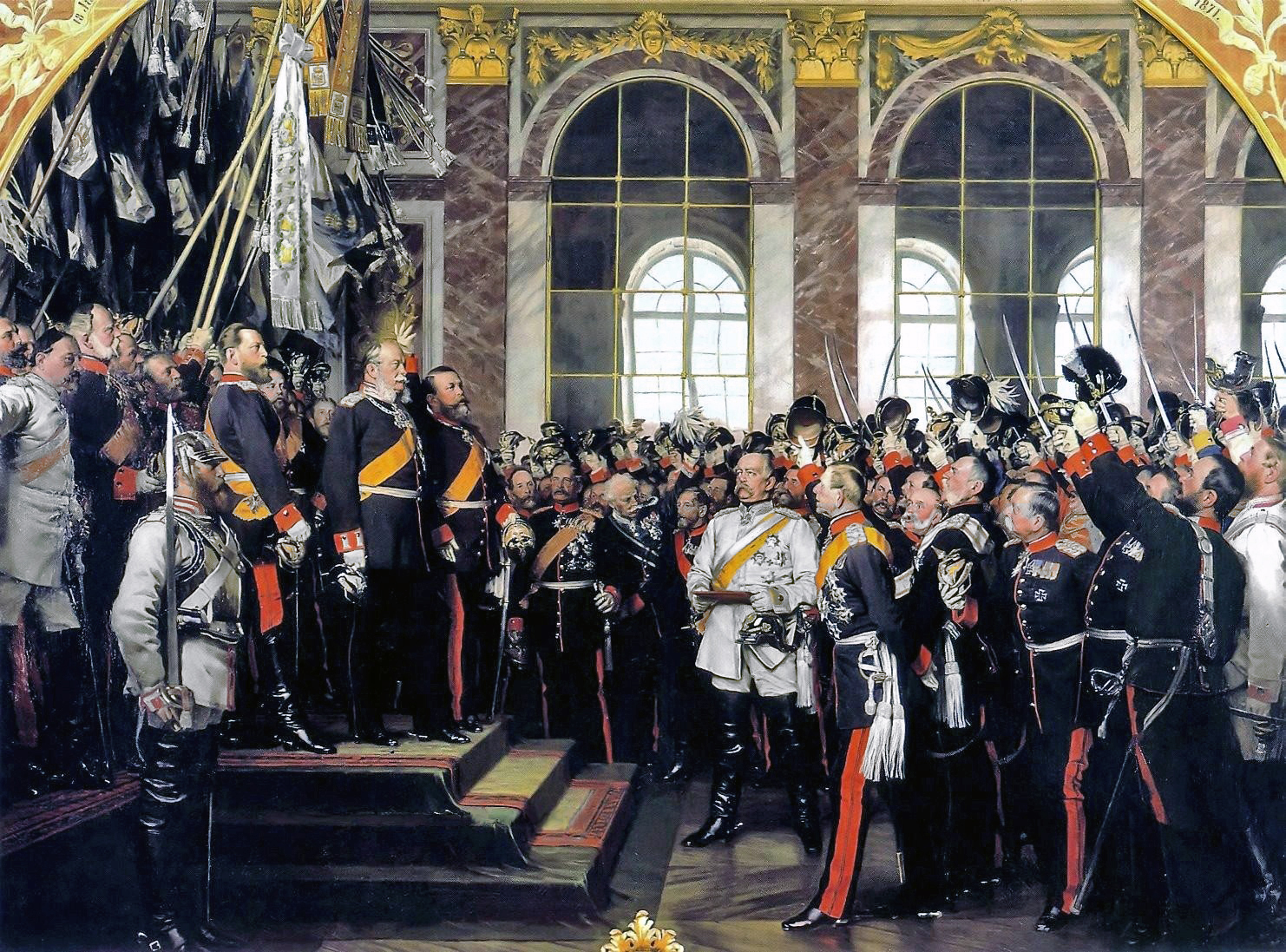
Le roi de Prusse Guillaume Ier proclamé "Empereur Allemand" dans la galerie des glaces du château de Versailles (18 janvier 1871);
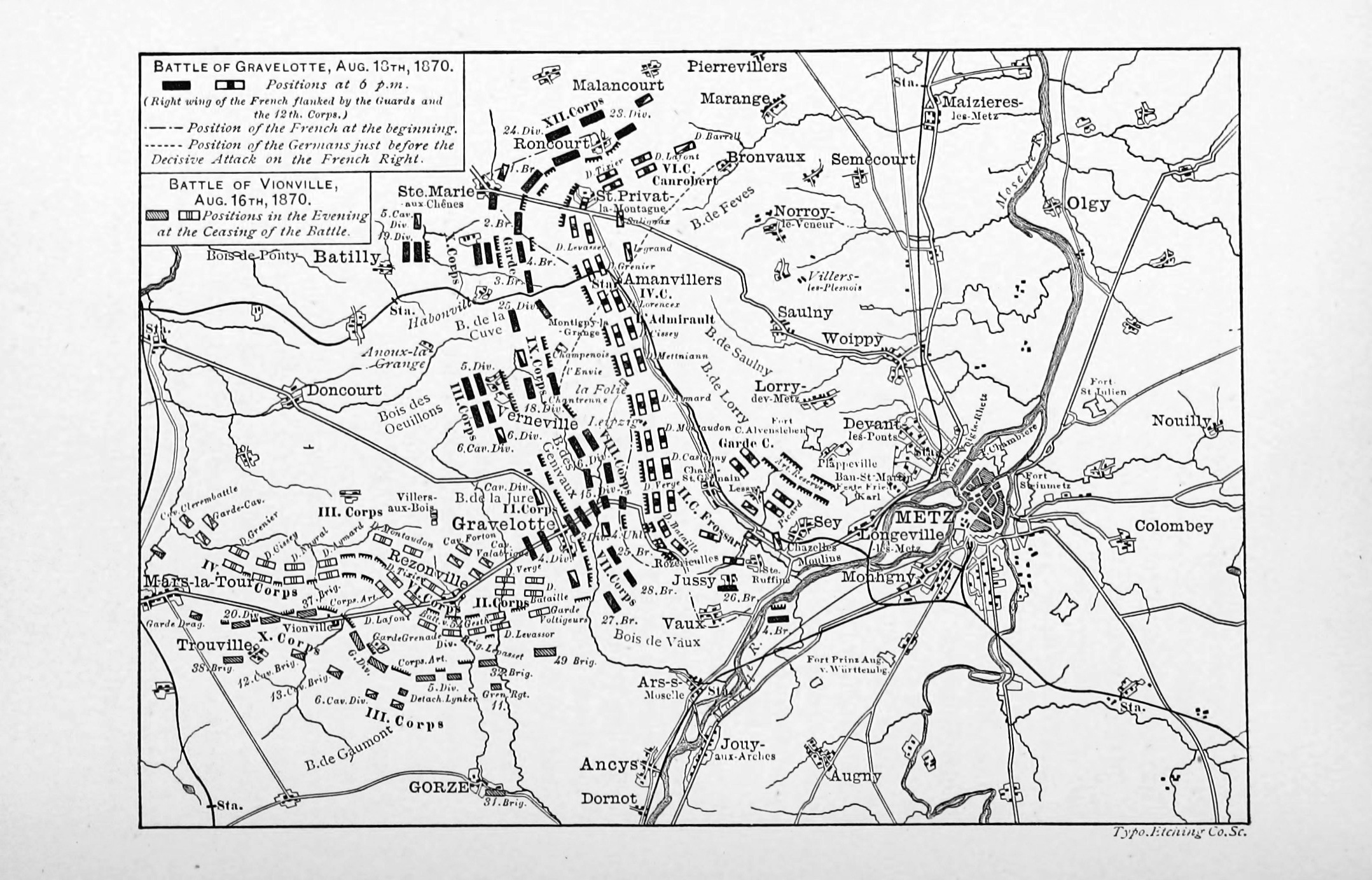
Carte de la bataille;
Les gains territoriaux de l'Allemagne au Traité de Francfort (10 mai 1871).

Le champ de bataille, alors proche de la « nouvelle frontière », devint un lieu de pèlerinages patriotiques tant français qu'allemand et plusieurs monuments à la mémoire des soldats tombés au champ d'honneur furent érigés. Le village, au cours de cérémonies commémoratives ou de manœuvres militaires, fut honoré de plusieurs visites impériales et doté d'un musée, aujourd'hui à Gravelotte.
L'empereur Guillaume II, féru d'architecture, conçut personnellement le monument commémoratif dit « de Saint Michel » sis au lieu-dit de Habeau, inauguré en 1899 en présence du Kaiser. Guillaume II vint plusieurs fois dans le village notamment pour assister à des manœuvres militaires. Le monument fut détruit en 1919 par les Français.

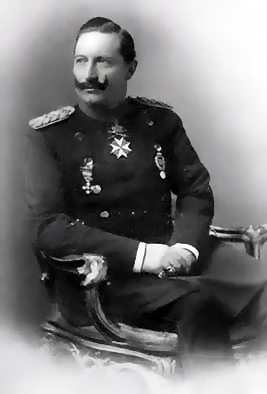
L'empereur Guillaume II en 1900.
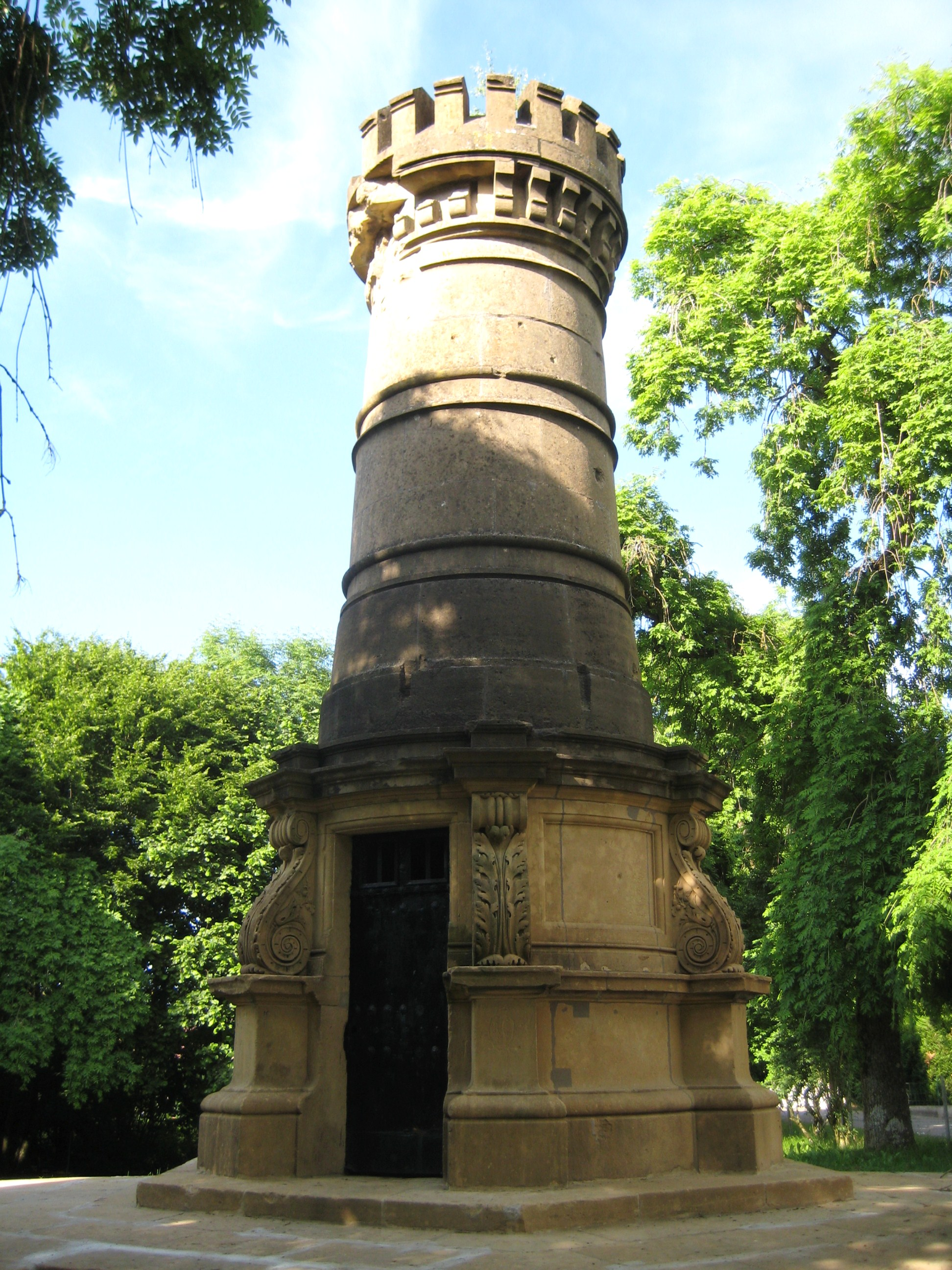
La Tour d'où, dit-on, Guillaume II observait les combats de Verdun.
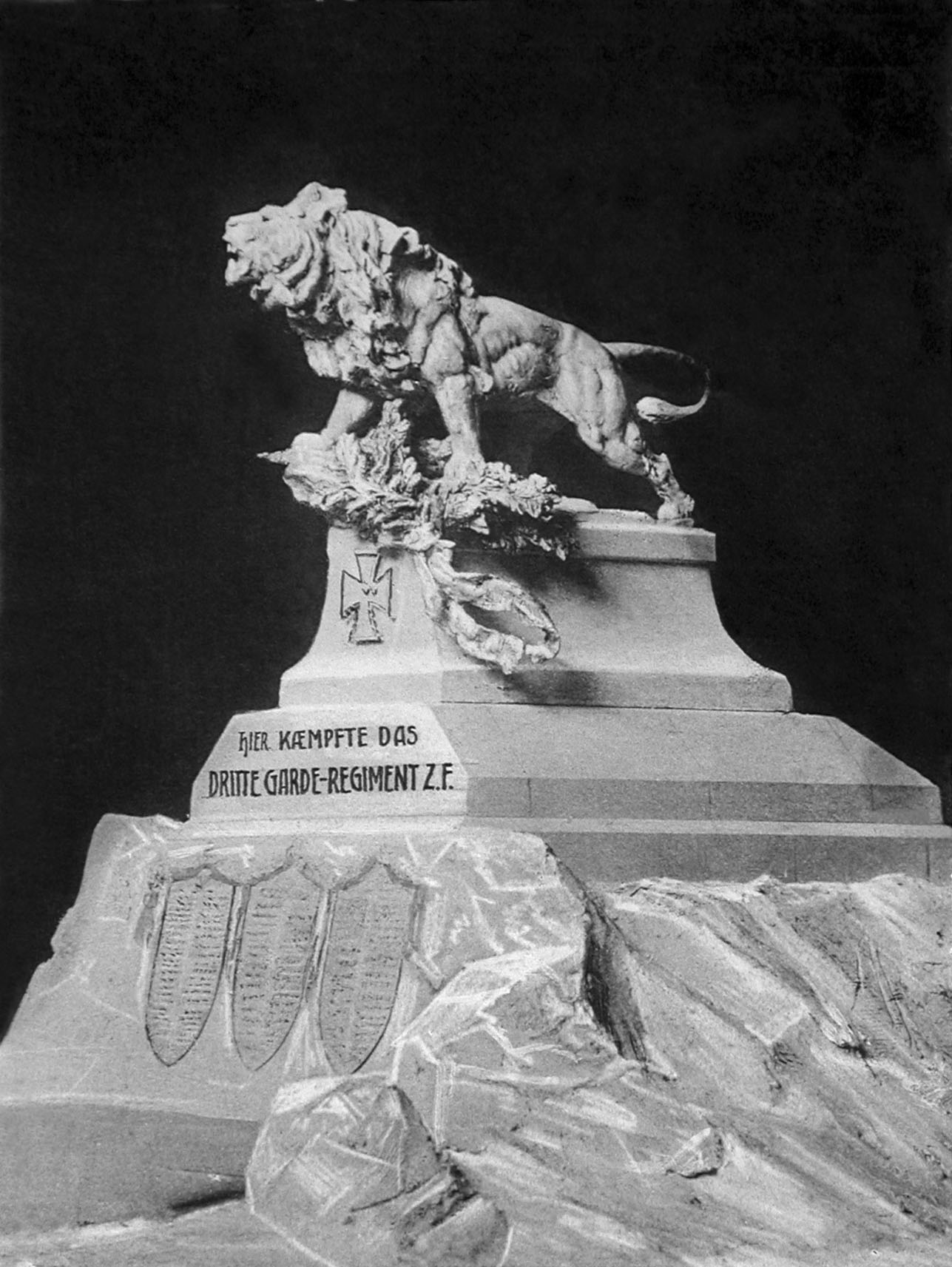
Monument « du Lion » avant 1918 : le lion rugissant semblait vouloir « manger la FRANCE.
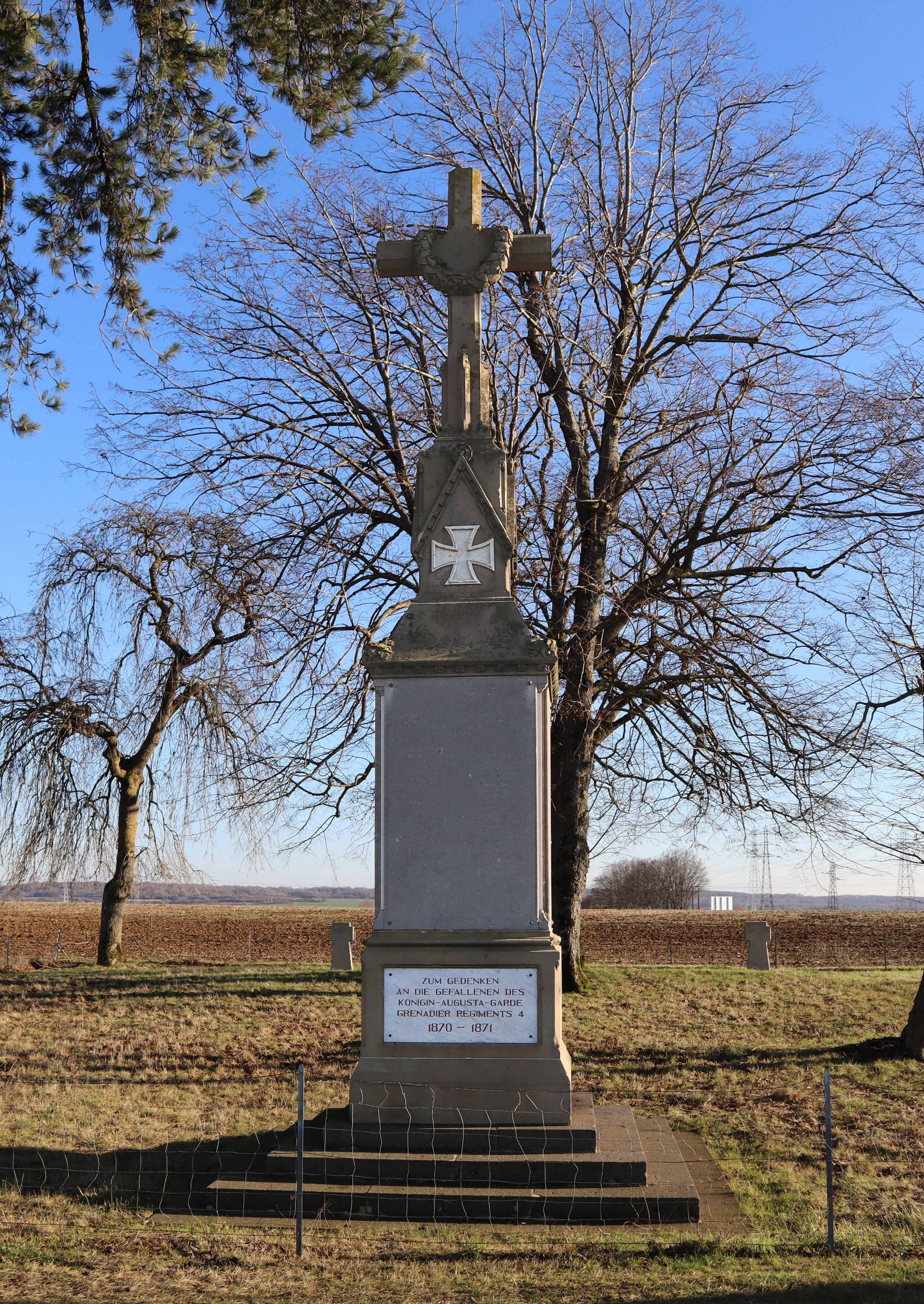
Monument du 4e régiment de grenadiers de la Garde « reine Augusta » à Saint-Privat-la-Montagne
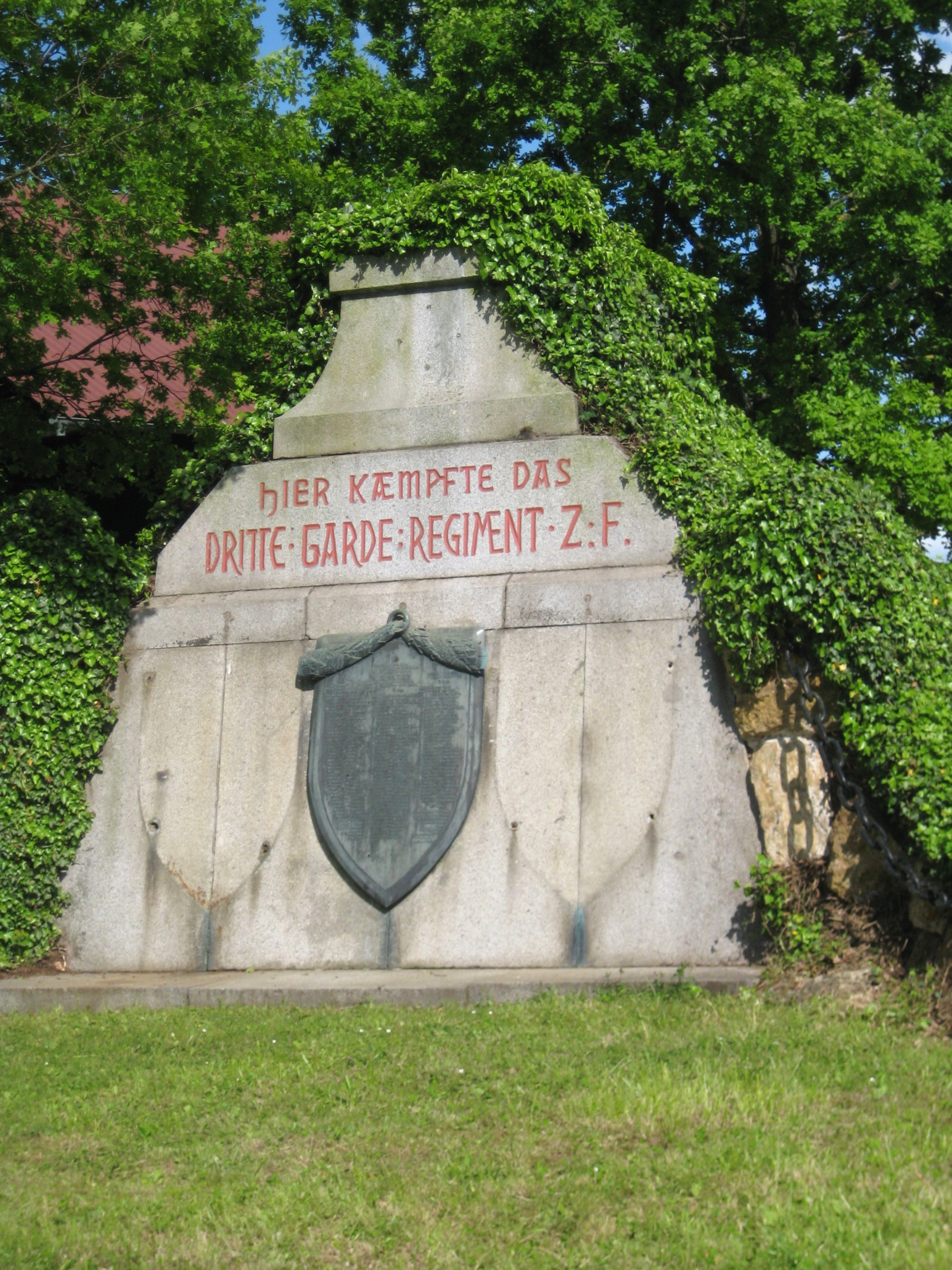
Monument « du Lion » en son état actuel.

La proximité des carrières de pierre de Jaumont, qui fait la beauté de la ville de Metz, l'ouverture de mines de fer dans les villages voisins et la construction de la gare frontière d'Amanvillers (1873) provoquèrent un changement d'activité pour la population jusqu'alors principalement rurale, et l'arrivée d'une importante immigration polonaise et italienne, durant la première moitié du vingtième siècle.

### Première Guerre mondiale

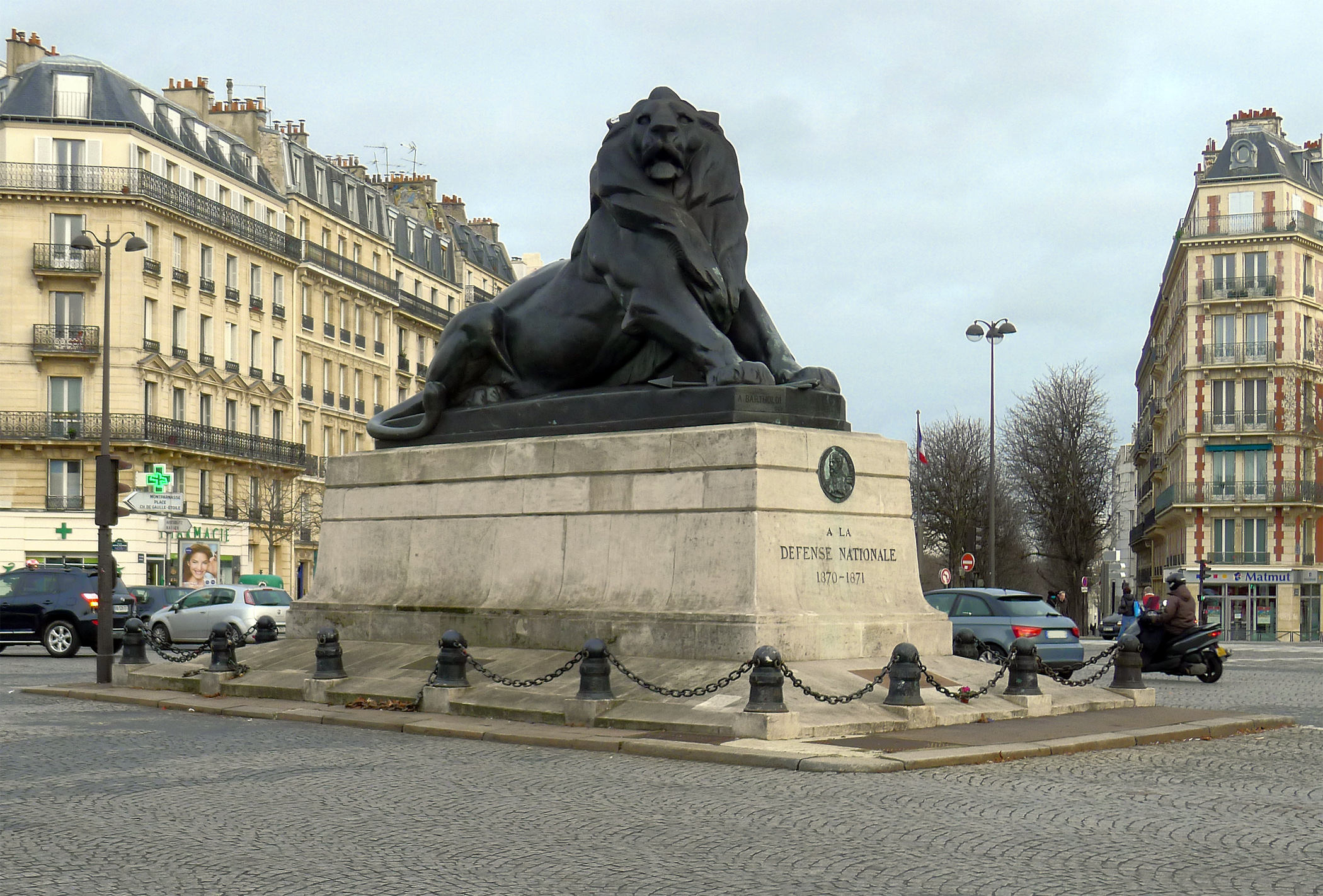
Le lion de Belfort, côté Français; (ici la copie parisienne) tout aussi agressif que le lion allemand de Saint-Privat.

En 1873, le village voisin d'Amanvillers fut doté d'une gare qui profita aussi aux habitants de Saint-Privat. Gare frontalière, elle servit notamment aux services impériaux des douanes et un certain nombre de bâtiments furent à cet effet en contrebas du village.
Lorsque la Première Guerre mondiale éclate, les Mosellans se battent naturellement pour l’Empire allemand. Beaucoup de jeunes Mosellans trouvèrent la mort au combat mais cette fois sous l’uniforme allemand, sur le Front de l’Est, mais aussi à l’Ouest, en particulier en France et dans les Flandres. Comme dans le reste de la "Lorraine Annexée", une politique de germanisation intransigeante est menée après la déclaration de guerre de la France et plusieurs habitants de Saint-Privat, village frontalier, donc "zone sensible", furent incarcérés dans la forteresse d'Ehrenbreitstein près de Coblence. Parmi ces déportés politiques, une femme, Marie Nommeuche. En 1918, le village redevient français.

### Seconde Guerre mondiale
Entre 1940 et 1944, la commune paye un lourd tribut à la guerre. Comme dans le reste de la Moselle annexée, la dictature nazie fait rage et apporte, outre une "Adolf Hitler Strasse", son lot de désolations. Beaucoup de jeunes gens incorporés de force dans les armées allemandes furent envoyés sur le Front de l'Est et certains ne revinrent jamais.D'autres, faits prisonniers par les soviétiques - parfois après avoir déserté la Wehrmacht - ont connu le sinistre Camp de Tambov.
Les civils ne sont pas épargnés. Dans la nuit du 20 au 21 janvier 1943, dix huit familles du village furent déportées - soit 10% de la population - vers les Sudètes pour avoir refusé officiellement de prêter serment à Adolf Hitler. Les villages voisins subirent également cette rafle.
Le 2 septembre 1944, à Auboué, village minier côté Français, un side-car venant de Sainte-Marie-aux-Chênes, village miner côté Allemand, est pris pour cible par des résistants. Le sous-officier Allemand ayant été tué, le side-cariste va déclenche l'alarme à Sainte-Marie. Des représailles sont ordonnées. 300 habitants du village de Sainte-Marie-aux-Chênes sont enfermés dans la grange Weber et menacés de mort. Dante Pederzoli, un exploitant agricole Italien père de famille de 33 ans proche de la résistance, se prétend l'auteur de l'attentat. Il est exécuté sommairement par pendaison. Une stèle lui rend hommage.
Le 6 septembre 1944, l'armée américaine pénétrait dans le Gau Westmark sans pour autant pousser son avantage. La "pause d'octobre" dura jusqu'à la mi-novembre, les américains voulant reconstituer leurs forces avant de conquérir le Reich. De son côté, le chancelier Hitler choisit une politique e défense jusquauboutiste. Évacuée par les autorités nazies en septembre 1944, la population se réfugia à Metz après avoir passé plusieurs nuits dans les bois voisins d'Amanvillers. Situé au pied du fort de Saulny, le village, fut en partie détruit par l'artillerie, notamment les maisons situées à proximité des routes menant à Metz dans le quartier "Jérusalem". Les arbres qui apportaient de l'ombre à la route qui menait à Metz via Saulny furent abattus. Le village voisin d'Amanvillers où se situait la gare la plus proche fut miné; la gare, détruite, ne fut jamais reconstruite. St Privat fut libérée par les troupes du général Patton en novembre 1944 au cours de la bataille de Metz. La Adolf Hitler Strasse fut rebaptisée "rue du général De Gaulle".

### L'après-guerre
En 1950, neuf cafés permettaient aux 900 habitants (et à leurs voisins) de se rencontrer et de se divertir (jeux de quilles, etc.). La plupart ont fermé. Le café "Jérusalem", ouvert depuis 1909, considéré comme une institution par les privatiens qui le surnomment affectueusement "Le Jéru", seul s'est maintenu au cours du temps.
Le centenaire de la bataille de 1870 fut commémoré en 1970 au cours d'une messe solennelle célébrée par l'abbé Pierre Steiner en présence du prince Ernest-Henri de Saxe. Comme toute la population du Nord de la Lorraine, les Privatiens souffrirent de la crise de la sidérurgie et de la fermeture des mines de fer dans les années suivantes. L'ouverture d'un hypermarché dans le bourg voisin en 1984 eut pour conséquence la fermeture des commerces de proximité.
Le village fait partie depuis 2004 de la CA2M (communauté d'agglomération de Metz Métropole) et du secteur paroissial Saint-Pierre de Jaumont tandis que la commune voisine de Sainte-Marie-aux-Chênes, si elle fait partie du secteur paroissial ne fait pas partie de la CA2M. de nouveaux commerces (restaurant, sandwicherie, épicerie, coiffeurs) se sont installés.

## Politique et administration
| Période                                  | Période   | Identité           | Étiquette | Qualité                     |
| ---------------------------------------- | --------- | ------------------ | --------- | --------------------------- |
|                                          |           | Victor Evrard      |           | cité en 1930                |
|                                          |           | Leon Guebel        |           | année 1960/70?              |
|                                          |           | Francis Pochon     |           |                             |
| 1977                                     | mars 2001 | Bernard Deramaix   | DVD       | Conseiller général          |
| mars 2001                                | En cours  | Jean-Claude Walter |           | réélu en 2008, 2014 et 2020 |
| Les données manquantes sont à compléter. |           |                    |           |                             |

## Démographie
L'évolution du nombre d'habitants est connue à travers les recensements de la population effectués dans la commune depuis 1793. Pour les communes de moins de 10 000 habitants, une enquête de recensement portant sur toute la population est réalisée tous les cinq ans, les populations de référence des années intermédiaires étant quant à elles estimées par interpolation ou extrapolation. Pour la commune, le premier recensement exhaustif entrant dans le cadre du nouveau dispositif a été réalisé en 2006.

En 2022, la commune comptait 1 873 habitants, en évolution de +1,63 % par rapport à 2016 (Moselle : +0,52 %, France hors Mayotte : +2,11 %).
| 1793 | 1800 | 1806 | 1821 | 1836 | 1841 | 1861 | 1866 | 1871 |
| ---- | ---- | ---- | ---- | ---- | ---- | ---- | ---- | ---- |
| 319  | 318  | 317  | 361  | 405  | 426  | 472  | 480  | 424  |

| 1875 | 1880 | 1885 | 1890 | 1895 | 1900 | 1905 | 1910 | 1921  |
| ---- | ---- | ---- | ---- | ---- | ---- | ---- | ---- | ----- |
| 448  | 474  | 491  | 506  | 455  | 555  | 589  | 830  | 1 041 |

| 1926  | 1931  | 1936 | 1946 | 1954 | 1962  | 1968  | 1975  | 1982  |
| ----- | ----- | ---- | ---- | ---- | ----- | ----- | ----- | ----- |
| 1 188 | 1 019 | 959  | 859  | 930  | 1 109 | 1 105 | 1 195 | 1 297 |

| 1990  | 1999  | 2006  | 2011  | 2016  | 2021  | 2022  | - | - |
| ----- | ----- | ----- | ----- | ----- | ----- | ----- | - | - |
| 1 398 | 1 374 | 1 532 | 1 733 | 1 843 | 1 885 | 1 873 | - | - |

## Culture locale et patrimoine

### Lieux et monuments
- Église Saint-Privat, construite en 1682, détruite après les combats de 1870, rasée en 1875 ;
- Église néo-gothique de 1876, construite grâce aux fonds collectés à travers l'Europe par l'abbé Bauzin, remplace l'ancienne église ;
- Des monuments commémorant la bataille de 1870 sont disséminés dans le village : le monument du lion, la tour, le monument de la reine Augusta (de Prusse)[24]. Le monument portant une statue de l'archange saint Michel, sis dans le quartier de Habeau, réputé avoir été dessiné par l'empereur, a été détruit en 1919.
- Cimetière où se déroula la bataille (portail classé).

### Personnalités liées à la commune
- Jean-Nicolas Bauzin (1836-1903) : curé de la paroisse de 1868 à 1903.
- Guillaume II (empereur allemand) (1859-1941), empereur allemand vint souvent présider les manœuvres à Saint-Privat, aurait dessiné la statue commémorative de l'archange saint Michel (détruite en 1918).
- Alphonse de Neuville, peintre de la bataille de Saint-Privat. Sa tombe reproduit la porte du cimetière du village où se déroula la bataille telle qu'elle fut peinte en 1881 par l'artiste.
- Albert Ier, roi de Saxe, alors prince héritier, se distingua durant la bataille.
- Paul von Hindenburg (1846-1934), futur maréchal prussien et président Allemand (1925/1934), participa à la bataille,
- Félix de Salm-Salm, officier prussien tombé durant la bataille.
- François Certain Canrobert, maréchal de France, défenseur de la commune en 1870.
- Oswald Boelcke, pilote allemand, élève à l'école militaire de Metz, qui participa à nombre de commémorations.
- Martial Ravenel, né en 1963, humoriste et imitateur.

### Héraldique
| Blason de Saint-Privat-la-Montagne | Blason  | De gueules semé de croisettes recroisetées au pied fiché d'or, à l'épée haute brochant d'argent, garnie d'or. |
| Blason de Saint-Privat-la-Montagne | Détails | Le statut officiel du blason reste à déterminer.                                                              |